# جون فريمان (لاعب كرة قاعدة)
جون فريمان (بالإنجليزية: John Freeman) هو لاعب كرة قاعدة أمريكي، ولد في 24 يناير 1901، وتوفي في 14 أبريل 1958.

## وصلات خارجية
- جون فريمان على موقعبيزبول رفرنس.كوم (الدوري الرئيسي) (الإنجليزية)
- جون فريمان على موقعبيزبول رفرنس.كوم (الدوري الثانوي) (الإنجليزية)